# Kathleen Edwards
Kathleen Edwards (née le 11 juillet 1978) est une auteure-compositrice-interprète et musicienne canadienne. Son premier album de 2002, Failer, présente les singles "Six O'Clock News" et "Hockey Skates". Ses deux albums suivants - Back to Me et Asking for Flowers - figurent sur la liste Billboard 200 et atteignent le top 10 du palmarès Billboard Top Heatseekers . En 2012, le quatrième album studio d'Edwards, Voyageur,devient le premier album d'Edwards à percer le top 100 et le top 40 aux États-Unis, culminant à la 39e place du Billboard 200 américain et à la 2e place au Canada. En 2012, la chanson d'Edwards "A Soft Place To Land" remporte le prix de l'écriture de la SOCAN, un concours annuel qui récompense la meilleure chanson écrite et publiée par des auteurs-compositeurs "émergents" au cours de la dernière année, selon le vote du public. Son son musical a été comparé à une rencontre entre Suzanne Vega et Neil Young .

## Biographie
Edwards est la fille du diplomate Leonard Edwards. Elle passe une partie de sa jeunesse en Corée et en Suisse.
À 5 ans, Edwards commence des études de violon classique qui durent une douzaine d'années. Adolescente, elle vit à l'étranger, où elle est influencée par les styles de son frère, Neil Young et Bob Dylan . Son frère lui a également acheté son premier disque, un album de Tom Petty. Après le lycée, elle a décidé de ne pas poursuivre d'études postsecondaires, choisissant plutôt de jouer dans des clubs locaux pour payer les factures.

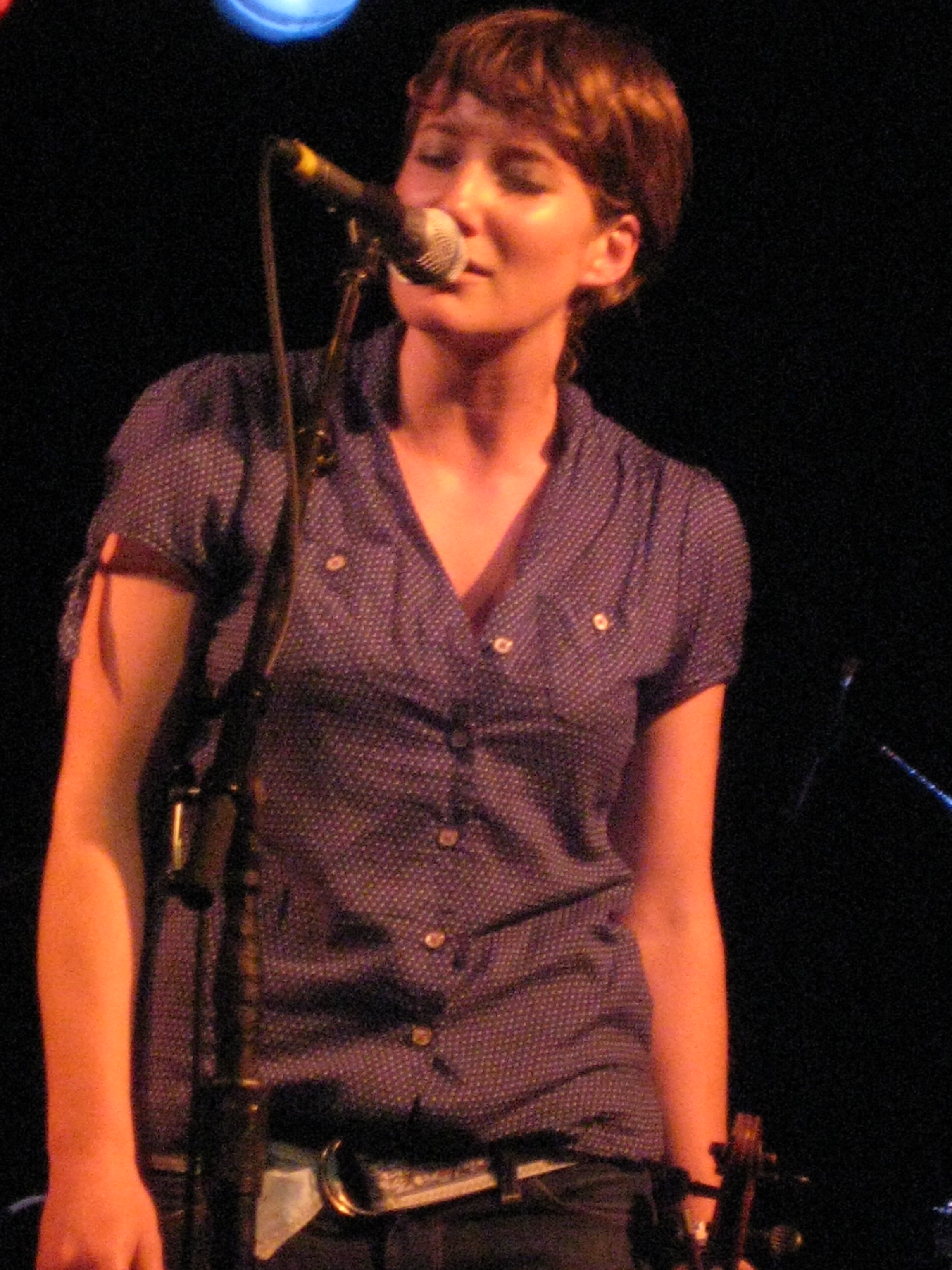
Edwards au festival NXNE 2007